# Ctenoplusia furcifera
Ctenoplusia furcifera är en fjärilsart som beskrevs av Walker 1857. Ctenoplusia furcifera ingår i släktet Ctenoplusia och familjen nattflyn. Inga underarter finns listade i Catalogue of Life.